# Szongtheo

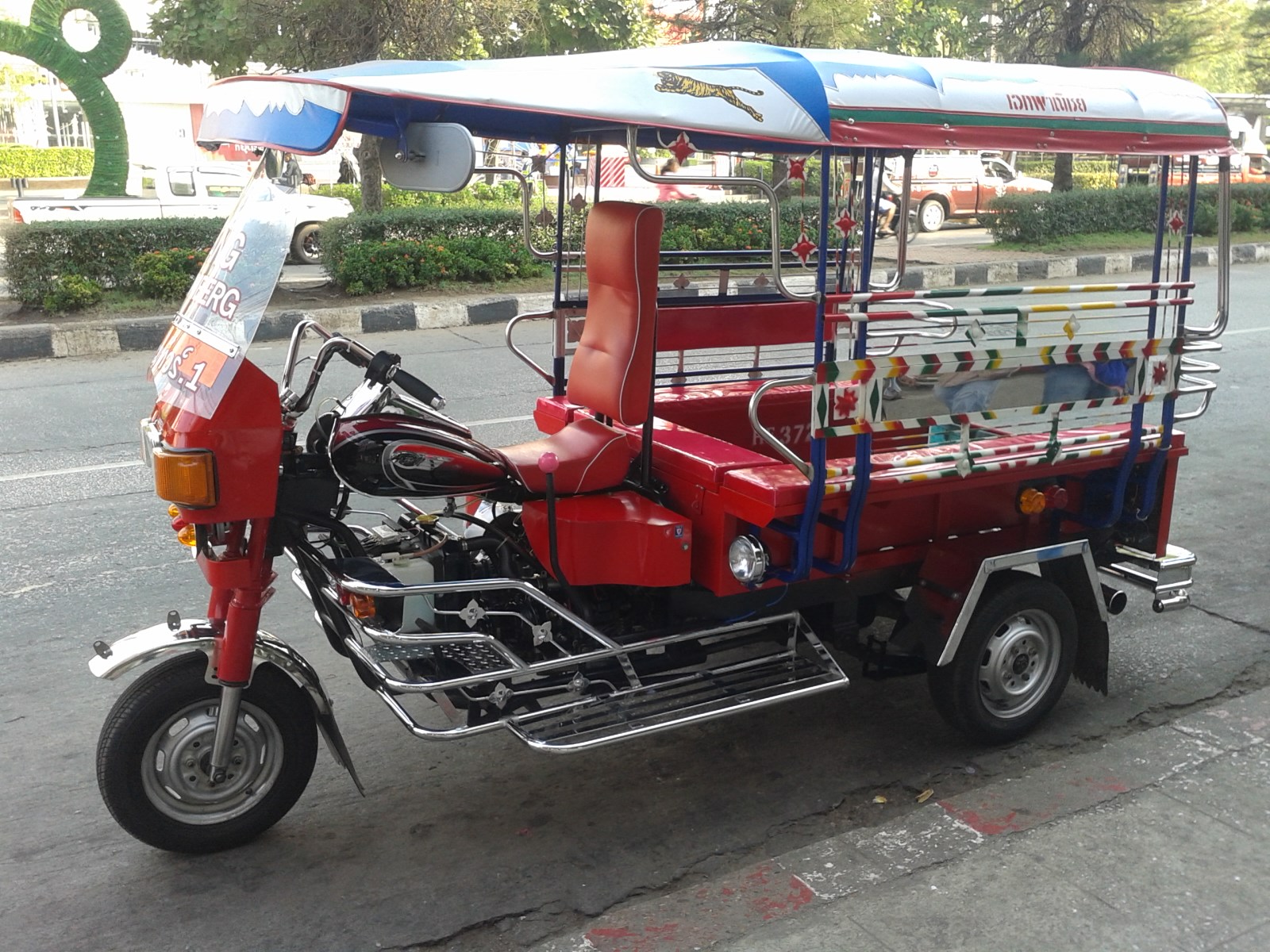
Technikai értelemben, ez a tuk-tuk Udonthaniban szintén „kétsoros”, bár motorbiciklis motor hajtja

A szongtheo,  szó szerint „két sor”; laoul: ສອງແຖວ, malájul: dua baris) pick-upból vagy nagyobb teherautóból kialakított személyszállító jármű Thaiföldön és Laoszban, amely iránytaxiként vagy buszként használatos.

## Leírása
A két sor ülésről kapta a nevét, amelyeket az utastér két oldalához rögzítettek. Egyes járművekben középen is vannak ülőhelyek. Az utastér felett műanyag, vagy egyéb borítású tető is van, hogy megvédje az esőtől. Egyes járműveknek olyan magas a teteje, hogy akár állni is lehet bennük. De tipikusabb, hogy az álló utasoknak külön platfomrot alakítanak ki.
Csiangmajban és környékén rot szi deng néven is emlegetik az ilyen járműveket. (szó szerint vörös autó, mivel ebben a régióban általában ilyen színűek), vagy egyszerűen rot deng-ként, illetve néha si rot néven.
Az Isuzu Faster és a Toyota Hilux Thaiföldön szongtheónak használt modellek.

## Használata
Városokban, illetve hosszabb, települések közti utakra egyaránt használják. A városokban járókat pickupokból alakították át és általában fix útvonalakon és tarifákkal utaznak, de egyes helyeken (mint Csiangmaj) iránytaxiként közlekednek olyan utasok számára, akik körülbelül ugyanabba az irányba mennek.
A hosszabb útvonalakon járó szongtheókat nagyobb teherautókból alakították ki, ls mintegy negyven utast is szállíthatnak.
Phuket tartományban számos szongtheo szolgálat van (kék fabuszok), amelyek a nyaralóhelyeket kötik össze Phuket várossal. Reggel 6-tól este 5-ig járnak, a jegyár tipikusan 50 baht. A busz bárhol megáll, és le lehet inteni.

## Fordítás
- Ez a szócikk részben vagy egészben  a   Songthaew című angol Wikipédia-szócikk ezen változatának fordításán alapul.  Az eredeti cikk szerkesztőit annak laptörténete sorolja fel. Ez a jelzés csupán a megfogalmazás eredetét és a szerzői jogokat jelzi, nem szolgál a cikkben szereplő információk forrásmegjelöléseként.